# Luis Fernando Bohórquez
Luis Fernando Bohórquez Villegas (Bogotá, 21 de noviembre de 1966) es un actor de teatro, cine y televisión colombiano. Es reconocido por destacar las telenovelas y series de producciones nacionales.

## Filmografía

### Televisión
| Año       | Tìtulo                                       | Personaje                     |
| --------- | -------------------------------------------- | ----------------------------- |
| 1992      | La pantera                                   |                               |
| 1992      | Dejémonos de vainas                          | Felipe Ángeles                |
| 1993      | Señora Isabel                                | Nicolás Canizales             |
| 1995      | Solo una mujer                               | Iván                          |
| 1995      | El manantial                                 |                               |
| 1999      | La dama del pantano                          |                               |
| 2000      | Héroes de turno                              |                               |
| 2001      | Historia de hombres solo para mujeres        | Manuel                        |
| 2002      | Francisco el Matemático                      | Juan Fernando Arango          |
| 2004      | La saga, negocio de familia                  | Antonio Manrique              |
| 2006      | Amores de mercado                            | Hernán Duarte                 |
| 2007      | Zorro: La espada y la rosa                   | Javier                        |
| 2007-2008 | Pocholo                                      | Pedro                         |
| 2008      | La traición                                  | Armando de Medina             |
| 2008-2009 | Sin senos no hay paraíso                     | Osvaldo Ternera               |
| 2009      | Verano en Venecia                            | Lolo                          |
| 2009      | Bella Calamidades                            | Samuel                        |
| 2010      | Mujeres al limite                            | Varios personajes             |
| 2010      | La diosa coronada                            |                               |
| 2010      | Operación Jaque                              | Ricardo                       |
| 2011      | La Mariposa                                  | Senador Juan Angel Monsalve   |
| 2011      | Kdabra                                       | Alvaro                        |
| 2012      | Lynch                                        | Teniente Ricardo Ochoa Burgos |
| 2012-2013 | Rafael Orozco, el ídolo                      | Cahaco Arango (Álvaro Arango) |
| 2013      | Tres Caínes                                  |                               |
| 2014      | El capo 3                                    | Valeriano                     |
| 2014      | Los graduados                                |                               |
| 2015      | Las santísimas                               |                               |
| 2016-2019 | La ley del corazón                           | Miguel                        |
| 2017      | Venganza                                     | Vicente Salinas               |
| 2017-2018 | Sin senos sí hay paraíso                     | Coronel Granados              |
| 2018      | Garzón                                       | Ernesto Morales               |
| 2019      | Amores monumentales                          | Tomás                         |
| 2019      | El final del paraíso                         | Coronel Granados              |
| 2019      | El man es Germán                             | Rastamiro                     |
| 2019      | Más allá del tiempo                          | Francisco Antonio Cano        |
| 2019      | Relatos Retorcidos: Conspiración Septembrina |                               |
| 2020      | Operación Pacífico                           | Uriel Villegas                |
| 2025      | Delirio                                      | Elías                         |

### Películas
| Año  | Titulo                  | Personaje |
| ---- | ----------------------- | --------- |
| 2007 | Buscando a Miguel       | Miguel    |
| 2024 | Quiero que me mantengan |           |
| 2024 | La Patasola             |           |